# Tai Po District
Tai Po (chinesisch 大埔區 / 大埔区, Pinyin Dàbù Qū, Jyutping Daai6bou3 Keoi1 – „Bezirk Tai Po“) ist einer der 18 Distrikte Hongkongs. Er liegt im Osten der New Territories und ist mit etwa 14.800 Hektar (148 km²) der flächenmäßig zweitgrößte Distrikt Hongkongs – nach Islands District (183 km²). In Bezug auf die Einwohnerzahl steht er mit etwas mehr als 300.000 Einwohnern unter den Distrikten an zweitletzter Stelle. Von den Einwohnern des Distrikts sind 2021 insgesamt 199.103 amtlich für die Bezirksratswahl (englisch district council election) registriert. Tai Po war lange Zeit eine ländlich-traditionell geprägte Gegend. Ähnlich wie bei Yuen Long war die namensgebende Siedlung Tai Po traditionell eine „Stadt mit Markt“ (市鎮 – „Marktstadt“) für die Dorfbewohner und landwirtschaftliche Erzeuger der Umgebung. Erst in den letzten Jahrzehnten des 20. Jahrhunderts setzte eine partielle Urbanisierung durch Bau von Planstädten, sogenannten „New Towns“, seitens der Hongkonger Regierung ein. Der Großteil der Bevölkerung des Distrikts Tai Po wohnt heute in den typischen Hochhaussiedlungen Hongkongs in der neuen Innenstadt von Tai Po, der Tai Po New Town (大埔新市鎮). Die restliche Bevölkerung wohnt verteilt in den 133 traditionellen Dörfern der Gegend, die zum Teil historisch sehr alt sind und von der lokalen Urbevölkerung (原居民) Hongkongs bewohnt werden.

## Namensherkunft
Der Name Tai Po 大埔,  Dàbù, Jyutping Daai6bou3 leitet sich von der ursprünglichen Bezeichnung 大步,  Dàbù, Jyutping Daai6bou6 – „Großer Schritt“ ab, die angeblich deswegen entstand, weil Besucher die den Ort umgebenden dichten Wälder schnellen Schrittes durchquerten.

## Geografie
Der Distrikt Tai Po besteht aus zwei nicht miteinander zusammenhängenden Teilen: der Region Tai Po im engeren Sinne und dem nördlichen Teil der Sai Kung-Halbinsel. Beide Teilen sind durch den Distrikt Sha Tin sowie einen Meeresarm, den Tolo-Kanal (吐露海峽, englisch Tolo Channel, auch Chek Mun Hoi Hap 赤門海峽), voneinander getrennt. Am Ende dieses Meeresarms liegt der Tolo Harbour (吐露港 – „Tolo-Hafen“). Die beiden Regionen standen historisch in enger Verbindung. Fischer und Landwirte vom nördlichen Sai Kung brachten ihre Erzeugnisse traditionell zum Markt in Tai Po.
Das urbane Zentrum des Distrikts ist die von Hochhäusern geprägte „Neustadt von Tai Po“ (Tai Po New Town) im Mündungsbereich des „Lam Tsuen-Flusses“ (林村河, englisch Lam Tsuen River). Östlich der „Neustadt“ gibt es den 75 Hektar großen „Tai Po-Innopark“ (大埔創新園, früher „Tai Po-Industriepark“). Daneben gibt es aber auch noch viele kleine dörfliche Siedlungen mit ländlichem Charakter.
Im östlichen Abschnitt befindet sich das Plover Cove Reservoir (‚Regenpfeiferbucht-Stausee‘, 船灣淡水湖 – „Schiffsbucht-Stausee“), ein Süßwasserreservoir, das durch Absperrung eines Meeresarms mit einem Damm entstanden ist. Das Staubecken ist mit 24 Hektar Fläche und 230 Millionen m³ Stauvolumen das flächenmäßig größte und volumenmäßig zweitgrößte Süßwasserreservoir Hongkongs. Es liegt inmitten des „Plover Cove-Landschaftsparks“ (englisch Plover Cove Country Park, 船灣郊野公園 – „Schiffsbucht-Naturpark“).
Vor der Küste liegt die Insel Tap Mun, ein beliebtes Ziel für lokale Tagesausflügler aus Hongkong.
An der Grenze zum Sha Tin District kam es 2018 zu einem der schwersten Verkehrsunglücke in der jüngeren Geschichte Hongkongs.

## Sehenswürdigkeiten (Auswahl)
Der Hong Kong UNESCO Global Geopark liegt teilweise innerhalb des Distrikt Tai Po. Auf Port Island wurden 2024 die ersten Dinosaurier-Fossilien in Hongkong entdeckt. Zu weiteren Sehenswürdigkeiten zählen 
- der traditionelle Tai Po Market,
- das um 1907 erbaute alte Distriktbüro (Nord) – englisch District Office (North), das als erster Verwaltungssitz der New Territories diente,
- der 1892 erbaute daoistische „Man-Mo-Tempel“ – hochchinesisch „Wenwu-Tempel“ (文武廟)[Anm. 10] – oder
- der wahrscheinlich schon zur Regierungszeit Qianlongs im 18. Jahrhundert errichtete „Fan-Sin-Tempel“ (樊仙宮, auch 樊仙廟)[Anm. 11].[15]

## Trivia
Tai Po FC
Die örtliche Fußballmannschaft Tai Po FC ist die erste Mannschaft der 19 Drittliga-Vereinen der Distrikten Hongkongs, die den Aufstieg in Hongkongs First Division schaffte. Der Tai Po FC schrieb zum Saison 2006–2007 Hongkonger Fußballgeschichte. Die Mannschaft schaffte auf Anhieb auch den Aufstieg in die 2014–15 neugegründete höchste Hongkonger Liga, den Hong Kong Premier League. Nach kurzem Abstieg 2016–17 in die Hongkonger Zweitliga (Hong Kong First Division), stieg die Mannschaft 2016–17 wieder in die höchste Hongkonger Liga (HKPL) auf.